# Урочище скелі
Урочище скелі — ландшафтний заказник місцевого значення. Об'єкт розташований на території Бердянського району Запорізької області, в межах села Верхній Токмак, вздовж лівого та правого берегів річки Токмачка. Площа — 40 га, статус отриманий 2001 року.